# 潘科

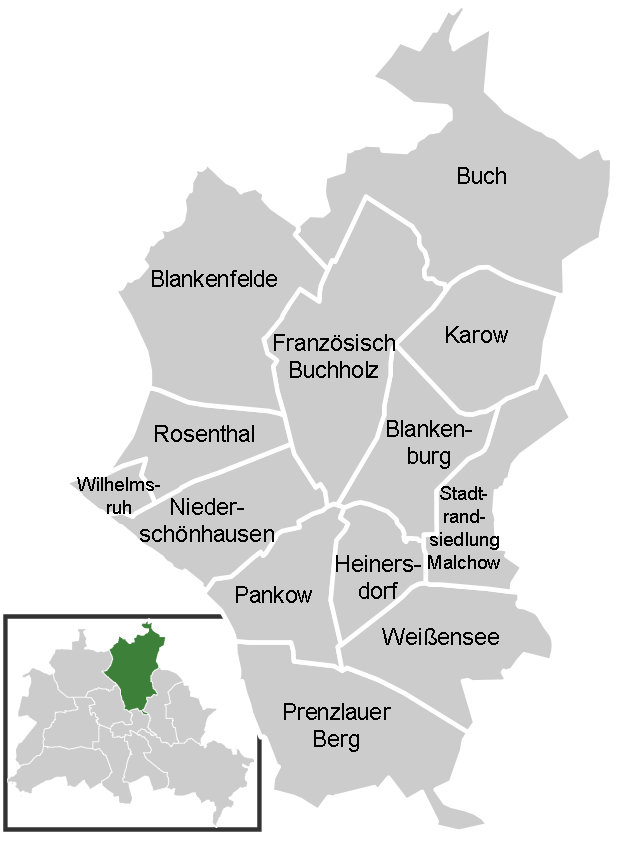
地方

潘科（德語：Pankow，德語：[ˈpaŋkoː] ⓘ）是德国柏林的一个区，于2001年由原潘科区、普伦茨劳尔贝格区和魏森塞区合并而成。

## 历史

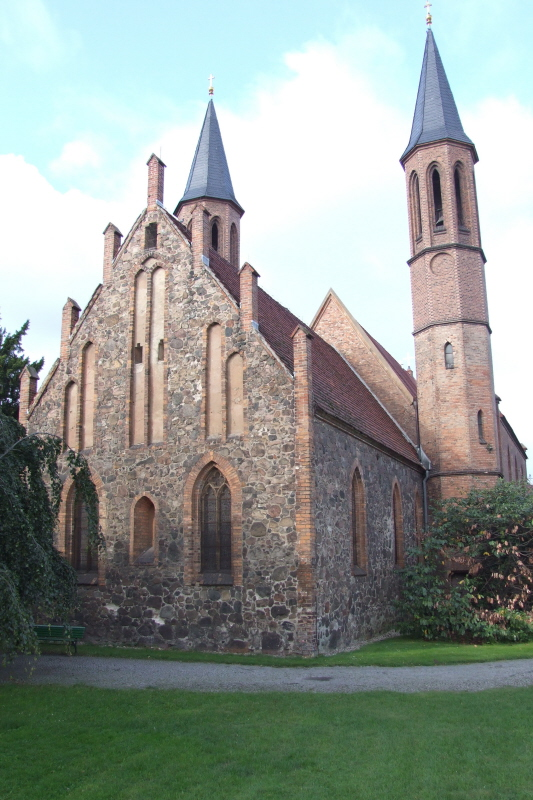
粗石教堂

潘科村得名于施普雷河的一条小支流潘科河，1311年首次见于记载，但是四传福音者粗石教堂自1230年前后就在此建立。1691年，选帝侯腓特烈三世获得邻近的美丽堡，促进了潘科村的发展。
在19世纪潘科变为柏林的郊区，成为了受欢迎的一日行程目的地，后来在1920年根据大柏林法案并入柏林。
1945年到1960年间，潘科区的下申豪森的马雅可夫斯基环路上居住着许多东德政府官员，因此西方媒体常用“潘科”和“潘科的领导人”指代东德政权。 
里克大街犹太会堂是德国最大的犹太会堂，位于普伦茨劳贝格。
2001年與舊潘科區, 普倫茨勞爾貝格區, 魏森塞區 (白湖區) 合併成了新潘科區。

## 友好城市
- 羅夫諾，乌克兰[1][2]
- 阿什凯隆， 以色列[3]
- 科沃布热格， 波兰[4]